# Romanus von Condat

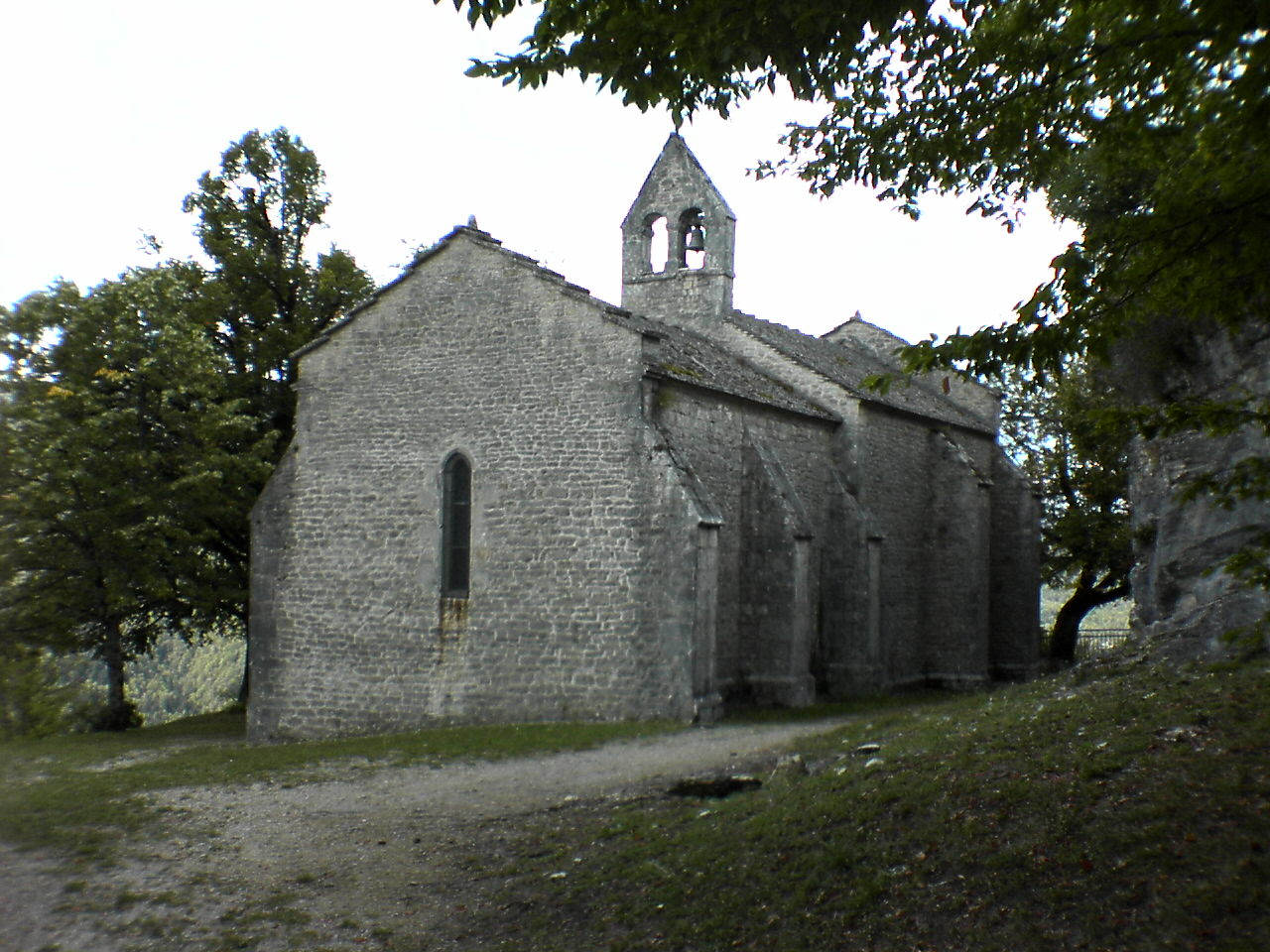
Sankt Roman, Klosterkirche von Condat in Pratz

Romanus von Condat (* um 400 im Burgund; † 463 oder 464 in Saint-Claude) war ein Eremit und Klostergründer und ist ein Heiliger der römisch-katholischen Kirche. Er ist auch unter der französischen Namensform Saint Romain de Condat bekannt.
Im Alter von 35 Jahren verließ Romanus seine Familie und verbrachte einige Zeit im Kloster Ainay bei Lyon. Anschließend zog er sich zurück, um als Einsiedler zu leben. Im Jahr 444 erhielt er durch Bischof Hilarius von Arles die Priesterweihe. Zusammen mit seinem Bruder, dem heiligen Lupicinus, gründete er um 450 im Gebiet des Haut-Jura mehrere Klöster, u. a. Condat (heute Saint-Claude), Leuconne, mit seiner Schwester Iola das Frauenkloster La Beaume (heute Saint-Romain-de-Roche) und wahrscheinlich auch Romainmôtier im Kanton Waadt (Schweiz). Romanus übernahm als erster Abt bis zu seinem Tod die Leitung des Klosters Condat. Auf dem Weg zur Abtei Saint-Maurice soll der Heilige in der Nähe von Genf zwei Leprakranke geheilt haben.
Er wurde in Pratz in der Franche-Comté im Kloster La Beaume bestattet, wo auch seine Reliquien aufbewahrt werden.
Sein Gedenktag im katholischen Heiligenkalender ist der 28. Februar (in Schaltjahren der 29. Februar), nach ihm auch Romanustag genannt. Die Bauernregel für diesen Tag lautet: Sankt Roman hell und klar bedeutet ein gutes Jahr. Der Romanustag ist den psychisch Kranken und Ertrinkenden gewidmet, deren Schutzpatron der heilige Romanus von Condat ist. Im Bistum Lausanne, Genf und Freiburg ist er ein gebotener Gedenktag.